# Михайловское (городской округ Клин)
Михайловское — деревня в Клинском районе Московской области, в составе Нудольского сельского поселения. Население — 36 чел. (2010). До 2006 года Михайловское входило в состав Малеевского сельского округа.
Деревня расположена в южной части района, примерно в 10 км к югу от райцентра Клин, на безымянном ручье, левом притоке реки Катыш (правый приток Истры), высота центра над уровнем моря 212 м. Ближайшие населённые пункты — Отрада на юге и Иевлево на западе. У восточной окраины проходит региональная автодорога 46К-0170 Московское большое кольцо — Белозерки.

## Население
| 2002 | 2006 | 2010 |
| ---- | ---- | ---- |
| 62   | ↗66  | ↘36  |